# Бернхард (граф Равенсберга)
Бернхард (Bernhard von Ravensberg) (1275—1346) — граф Равенсберга в 1328—1345, последний мужской представитель рода Равенсберг-Кальвелаге.
Младший сын Оттона III фон Равенсберга и Хедвиги цу Липпе.
С рождения предназначался для духовной карьеры. Пробст монастыря Шильдеше (1287), домхерр в Оснабрюке и Мюнстере, с 1314 канонник в Оснабрюке, с 1317 пробст там же.
В 1328 году, после смерти брата — Оттона IV, стал графом Равенсберга, сохранив при этом духовный сан и церковные должности.
Не позднее 1345 года Бернхард, находившийся в очень преклонном по тем временам возрасте, передал графство Равенсберг своей племяннице Маргарите и её мужу Герхарду Юлихскому.